# Jánosháza
Jánosháza je město v Maďarsku v župě Vas, spadající pod okres Celldömölk. Nachází se těsně u trojmezí mezi župami Vas, Veszprém a Zala. V roce 2015 zde žilo 2489 obyvatel. Nachází se asi 14 km jižně od Celldömölku, 18 km severně od Sümegu, 22 km západně od Devecseru, 35 km západně od Ajky a asi 48 km jihovýchodně od Szombathely.
Kromě hlavní části k Jánosháze připadají ještě malé části Erdészlak a Körtvélyesmajor.
Městem procházejí silnice 8429 a 8457, kolem města prochází silnice 8. Ze města taktéž vychází silnice 7331. Město je silnicemi spojeno se sídly Boba, Duka, Egyházahetye, Izsákfa, Karakó, Keléd, Kemenespálfa, Kissomlyó, Megyer, Nemeskeresztúr, Rigács, Ukk a Zalameggyes.
Městem protéká potok Mosó-árok. Ve městě se nachází zámek Erdődy-Choron-kastély.